# Stanisław Stojałowski

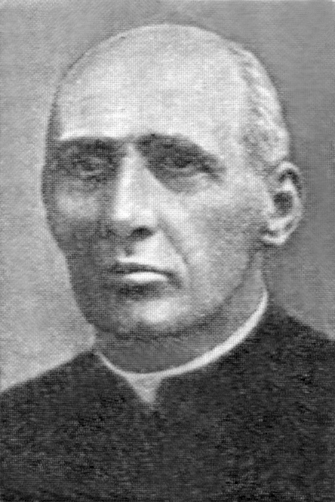
Stanisław Stojałowski

Stanisław Stojałowski (* 14. Mai 1845 in Zniesienie bei Lemberg, Kaisertum Österreich; † 23. Oktober 1911 in Krakau, Österreich-Ungarn) war ein polnischer römisch-katholischer Geistlicher und Politiker der Bauernbewegung, Abgeordneter zum Galizischen Landtag der VIII. und IX. Legislaturperioden, zum Österreichischen Abgeordnetenhaus der IX., X. und XI. Legislaturperioden.
Sein antisemitischer Wahlkampf in Westgalizien war ein Auslöser der Pogrome im Sommer 1898.

## Leben
Stojałowski entstammte einer verarmten Adelsfamilie. Er besuchte die Schulen in Buczacz und Przemyśl, danach das Gymnasium in Lemberg, nach dem Abitur 1863 das Jesuitennoviziat in Stara Wieś bei Brzozów und 1867–1870 das Jesuitenkolleg in Krakau, wo er die Priesterweihe erhielt. 1872–1873 setzte er das Studium im Jesuitenkolleg in Drongen bei Gent (Belgien) fort. 
Am 4. Februar 1875 wurde er Weltpriester und kam als Vikar nach Gródek. Er erwarb zwei für Leser auf dem Lande bestimmte Zeitschriften Wieniec und Pszczółka, in denen er u. a. den Genossenschaftsgedanken propagierte. Seine Ideen brachten ihn in Konflikt mit den konservativen Politikern Galiziens. 1878 gründete er das „Towarzystwo Oświaty Ludowej“ (Gesellschaft für Volksaufklärung). 1880 wurde er Pfarrer in Kulików. Als radikaler Politiker verlor er 1888 seine Bürgerrechte und wurde als Priester suspendiert. 
Ab 1891 war er in Cieszyn, ab 1892 in Čadca tätig. 1893 gründete er die polnische Bauernpartei „Związek Stronnictwa Chłopskiego“ und 1896 die christliche Volkspartei „Stronnictwo Chrześcijańsko-Ludowe“. Stojałowski wurde 1896 exkommuniziert und zum Widerruf seiner antiklerikalen Artikel gezwungen. Daraufhin wurde die Exkommunizierung 1897 aufgehoben. 1899 kam er nach Bielsko. 1900 wurde er in den Galizischen Landtag gewählt, 1898–1900 und 1907–1911 war er Abgeordneter im Abgeordnetenhaus.